# 基夫·尼什
基夫·西村（英語：Kevin Nishimura，1980年1月12日—），是一名美國饒舌歌手、詞曲作家及音樂製作人。藝名基夫·尼什（英語：Kev Nish），也是美国亞裔電音/嘻哈饒舌樂團遠東韻律的主唱負責饒舌和填詞的部分。出生于美国加利福尼亞州洛杉磯，為饒舌團體遠東韻律成員。

## 外部連結
- 基夫·尼什的Facebook專頁（英文）
- 基夫·尼什的Instagram帳戶（英文）